# Сальвадор на летних Олимпийских играх 2000
Сальвадор принимал участие в Летних Олимпийских играх 2000 года в Сиднее (Австралия) в седьмой раз за свою историю, но не завоевал ни одной медали. Сборная страны состояла из 4 мужчин и 4 женщин.

## Состав олимпийской сборной Сальвадора

### Дзюдо
Спортсменов — 1
Соревнования по дзюдо проводились по системе на выбывание. В утешительные раунды попадали спортсмены, проигравшие полуфиналистам турнира. Два спортсмена, одержавших победу в утешительном раунде, в поединке за бронзу сражались с проигравшими в полуфинале.
Мужчины
| Спортсмен             | Категория | 1/32               | 1/16                                     | 1/8                | Четвертьфиналы     | Полуфиналы         | Первый доп. раунд  | Утешительный четвертьфинал | Утешительный полуфинал | За 3 место Финал   | Место |
| Спортсмен             | Категория | Соперник Результат | Соперник Результат                       | Соперник Результат | Соперник Результат | Соперник Результат | Соперник Результат | Соперник Результат         | Соперник Результат     | Соперник Результат | Место |
| --------------------- | --------- | ------------------ | ---------------------------------------- | ------------------ | ------------------ | ------------------ | ------------------ | -------------------------- | ---------------------- | ------------------ | ----- |
| Мигель Анхель Мендоса | до 66 кг  |                    | Дэвид Соммервилль (GBR) пор. 0000 — 1000 | Не прошёл          | Не прошёл          | Не прошёл          | Не прошёл          | Не прошёл                  | Не прошёл              | Не прошёл          | 22    |

### Плавание
Спортсменов — 1
В следующий раунд на каждой дистанции проходили лучшие спортсмены по времени, независимо от места занятого в своём заплыве.
Мужчины
| Спортсмен         | Соревнование | Предварительные заплывы | Предварительные заплывы | Полуфиналы | Полуфиналы | Финал     | Финал     |
| Спортсмен         | Соревнование | Результат               | Место                   | Результат  | Место      | Результат | Место     |
| ----------------- | ------------ | ----------------------- | ----------------------- | ---------- | ---------- | --------- | --------- |
| Франсиско Суриано | 100 м брасс  | 1:04,31                 | 37                      | Не прошёл  | Не прошёл  | Не прошёл | Не прошёл |

### Стрельба
Всего спортсменов — 1
После квалификации лучшие спортсмены по очкам проходили в финал, где продолжали с очками, набранными в квалификации. В некоторых дисциплинах квалификация не проводилась. Там спортсмены выявляли сильнейшего в один раунд.
Женщины
| Спортсмен   | Соревнование   | Квалификация | Место | Финал     | Место     | Всего | Место |
| ----------- | -------------- | ------------ | ----- | --------- | --------- | ----- | ----- |
| Луиса Майда | Пистолет, 10 м | 368          | 36    | Не прошла | Не прошла | 368   | 36    |